# Angelo Iachino
 (mai 2016).
Si vous disposez d'ouvrages ou d'articles de référence ou si vous connaissez des sites web de qualité traitant du thème abordé ici, merci de compléter l'article en donnant les références utiles à sa vérifiabilité et en les liant à la section « Notes et références ».
Pour les articles homonymes, voir Jachino.
Angelo Iachino (né le 24 avril 1889 à San Remo, mort le 3 décembre 1976 à Rome, aussi connu sous le nom d'Angelo Jachino), est un amiral italien qui a commandé la flotte italienne de la Regia Marina en Méditerranée au cours de la Seconde Guerre mondiale.

## États de service
Fils d'un professeur de l'école moyenne, il entre à l'Académie navale de Livourne dès l'âge de 15 ans.
Pendant la campagne militaire de Libye, il a le grade d'aspirant ; à un peu plus de 20 ans, il participe avec ce grade à la campagne de Libye. Pendant la Première Guerre mondiale, il commande un torpilleur.
Entre les deux guerres, il participe à de nombreuses missions à l'étranger, et commande aussi la canonnière fluviale Ermanno Carlotto à Tianjin, en Chine, et le croiseur Armando Diaz pendant une croisière de propagande à l'étranger.
Il est rapidement promu, au début, comme commandant de l'Académie navale de Livourne. Dans les années 1940, il fut commandant de la Deuxième Escadre formée de croiseurs lourds, et il participe à la bataille du cap Teulada du 27 novembre 1940.
Le 9 décembre 1940, il est nommé commandant en chef de la flotte en remplacement d'Inigo Campioni. Il affrontera les amiraux britanniques Andrew Cunningham, Philip Vian, qui commanderont la flotte britannique de Méditerranée pendant la Seconde Guerre mondiale, et James Somerville (commandant de la Force H basée à Malte). Il commandera la flotte italienne dans les batailles du cap Matapan, la première et la seconde bataille de Syrte.
En avril 1943, il est remplacé par Carlo Bergamini.
En 1954, après avoir obtenu le grade d'amiral d'armée, il quitte le service actif. Il publie quelques ouvrages sur les événements de la Seconde Guerre mondiale.
En 1974, il donne à Tarente le Monument à Marinaire. Il meurt à Rome le 3 décembre 1976.
Il a pour frère le compositeur et musicien Carlo Jachino (it).